# يواكيم ليستاد
يواكيم تيودور هوجوس ليستاد (بالنرويجية: Joakim Theodor Haagaas Lystad) (ولد في 17 أبريل 1953) هو موظف حكومي نرويجي. وُلد في أوسلو.، وهو حفيد عالِم الرياضيات ثيودور هاغاس. حصل على شهادة الماجستير في الزراعة من الجامعة النرويجية لعلوم الحياة وعمل كباحث في معهد النرويج لمصادر المياه.
من عام 1991 إلى 1995 عمل كمساعد مدير في وزارة البيئة، ثم من عام 1995 إلى 2002 عمل كمدير تخطيط وإدارة وكالة النرويج للبيئة والتلوث، وفي 2002 أصبح مدير هيئة سلامة الغذاء النرويجية. شغل من 2010 وحتى 2015 منصب مدير خدمة النرويج للشؤون الاجتماعية والعمال، وهو منصب لم يتقدم له فعلياً. ويعمل حالياً مستشاراً خاصاً في وزارة الصحة.